# 贡山卷瓣兰
贡山卷瓣兰（学名：Bulbophyllum gongshanense）为兰科石豆兰属下的一个种。

## 扩展阅读
- 維基物種上的相關：贡山卷瓣兰